# Peter Staisch
Peter Staisch (* 1. August 1943 in Breslau; † 18. Juni 2022) war ein deutscher Journalist.

## Werdegang
Staisch wuchs in Stuttgart auf, wo er 1964 Abitur machte. Sein anschließendes Studium in Politikwissenschaft, Zeitgeschichte und Staatsrecht an der Universität Tübingen schloss er 1973 mit der Promotion zum Dr. phil. ab.
Seine Tätigkeit als Journalist begann er im selben Jahr als Radiomitarbeiter beim Südwestfunk, wo er sich zum Hörfunkleiter des SWF-Studios Ravensburg hocharbeitete. Zum Fernsehen wechselte Staisch 1978, als er zum Süddeutschen Rundfunk nach Stuttgart ging und dort für die Landesschau berichtete. Weitere Stationen waren die Leitung der Redaktion des Weltspiegels 1980 und Einsätze als Korrespondent im Nahen Osten.
Von 1984 bis 1987 war er Chefredakteur und Leiter der Hauptabteilung Politik und Zeitgeschehen beim NDR in Hamburg, 1987 bis 1991 ARD-Korrespondent in Washington, D.C. In dieser Zeit schrieb er auch das Buch Mein Amerika. Innenansichten aus dem Land der Widersprüche. Nach einer kurzen Zeit 1991 als Fernsehleiter des Landesfunkhauses Hannover war er von 1992 bis 1994 der erste Chefredakteur des neu gegründeten Nachrichtensenders n-tv. Nach seiner Pensionierung als Journalist leitete er in Asien Fortbildungsprogramme für Fernsehjournalisten und lehrte später als Dozent an der Fachhochschule Stralsund den Umgang mit Medien im Zusammenhang mit dem Tourismus.
Staisch als Christdemokrat und Hauptmann der Reserve galt in den 1980er-Jahren als entschiedener Unterstützer eines harten Auftretens gegenüber der Sowjetunion und Befürworter des amerikanischen Raketenabwehrprogramms SDI, was ihm bei Kollegen des NDR den Spitznamen „Raketen-Peter“ einbrachte. Sein Markenzeichen zumindest im Winter war der Schal, den er auch im Fernsehstudio häufig umbehielt.